# Nations Cup de 1993
Nations Cup de 1993 foi a sétima edição da competição, um evento anual de patinação artística no gelo organizado pela Deutsche Eislauf-Union. A competição foi disputada entre os dias 18 de novembro e 20 de novembro, na cidade de Gelsenkirchen, Alemanha.

## Eventos
- Individual masculino
- Individual feminino
- Duplas
- Dança no gelo

## Medalhistas
| Evento                        | Ouro                                       | Prata                                                | Bronze                                      |
| Individual masculino detalhes | Viktor Petrenko · Ucrânia                  | Scott Davis · Estados Unidos                         | Sébastien Britten · Canadá                  |
| Individual feminino detalhes  | Tanja Szewczenko · Alemanha                | Oksana Baiul · Ucrânia                               | Rena Inoue · Japão                          |
| Duplas detalhes               | Evgenia Shishkova · Vadim Naumov · Rússia  | Mandy Wötzel · Ingo Steuer · Alemanha                | Kyoko Ina · Jason Dungjen · Estados Unidos  |
| Dança no gelo detalhes        | Irina Romanova · Igor Yaroshenko · Ucrânia | Kateřina Mrázová · Martin Šimeček · República Tcheca | Elena Kustarova · Oleg Ovsyannikov · Rússia |

## Resultados

### Individual masculino
| Pos.              | Nome               | Nacionalidade    |
| ----------------- | ------------------ | ---------------- |
| Medalha de ouro   | Viktor Petrenko    | Ucrânia          |
| Medalha de prata  | Scott Davis        | Estados Unidos   |
| Medalha de bronze | Sébastien Britten  | Canadá           |
| 4                 | Rudy Galindo       | Estados Unidos   |
| 5                 | Oleg Tataurov      | Rússia           |
| 6                 | Steven Cousins     | Reino Unido      |
| 7                 | Ronny Winkler      | Alemanha         |
| 8                 | Fabrizio Garattoni | Itália           |
| 9                 | Jaroslav Suchý     | República Tcheca |
| 10                | Axel Médéric       | França           |
| 11                | Jens ter Laak      | Alemanha         |
| 12                | Tomoaki Koyama     | Japão            |

### Individual feminino
| Pos.              | Nome              | Nacionalidade  |
| ----------------- | ----------------- | -------------- |
| Medalha de ouro   | Tanja Szewczenko  | Alemanha       |
| Medalha de prata  | Oksana Baiul      | Ucrânia        |
| Medalha de bronze | Rena Inoue        | Japão          |
| 4                 | Josée Chouinard   | Canadá         |
| 5                 | Marina Kielmann   | Alemanha       |
| 6                 | Maria Butyrskaya  | Rússia         |
| 7                 | Tonia Kwiatkowski | Estados Unidos |
| 8                 | Emma Warmington   | Reino Unido    |
| 9                 | Katia Avesani     | Itália         |

### Duplas
| Pos.              | Nome                                      | Nacionalidade  |
| ----------------- | ----------------------------------------- | -------------- |
| Medalha de ouro   | Evgenia Shishkova / Vadim Naumov          | Rússia         |
| Medalha de prata  | Mandy Wötzel / Ingo Steuer                | Alemanha       |
| Medalha de bronze | Kyoko Ina / Jason Dungjen                 | Estados Unidos |
| 4                 | Yukiko Kawasaki / Alexei Tikhonov         | Japão          |
| 5                 | Anuschka Gläser / Axel Rauschenbach       | Alemanha       |
| 6                 | Michelle Menzies / Jean-Michel Bombardier | Canadá         |
| 7                 | Tracey Damigella / Doug Williams          | Estados Unidos |
| 8                 | Lesley Rogers / Michael Aldred            | Reino Unido    |
| 9                 | Marta Andrella / Dmitry Kaploun           | Itália         |

### Dança no gelo
| Pos.              | Nome                               | Nacionalidade    |
| ----------------- | ---------------------------------- | ---------------- |
| Medalha de ouro   | Irina Romanova / Igor Yaroshenko   | Ucrânia          |
| Medalha de prata  | Kateřina Mrázová / Martin Šimeček  | República Tcheca |
| Medalha de bronze | Elena Kustarova / Oleg Ovsyannikov | Rússia           |
| 4                 | Susan Wynne / Russ Witherby        | Estados Unidos   |
| 5                 | Shae-Lynn Bourne / Victor Kraatz   | Canadá           |
| 6                 | Barbara Fusar-Poli / Alberto Reani | Itália           |
| 7                 | Michelle Fitzgerald / Vincent Kyle | Reino Unido      |
| 8                 | Nathalie Gillet / Olivier Lores    | França           |
| 9                 | Kati Winkler / René Lohse          | Alemanha         |
| 10                | Nakako Tsuzuki / Kazu Nakamura     | Japão            |

## Quadro de medalhas
| Ordem | País             | Medalha de ouro | Medalha de prata | Medalha de bronze |    | Ordem por total |
| ----- | ---------------- | --------------- | ---------------- | ----------------- | -- | --------------- |
| 1     | Ucrânia          | 2               | 1                |                   | 3  | 1               |
| 2     | Alemanha         | 1               | 1                |                   | 2  | 2               |
| 3     | Rússia           | 1               |                  | 1                 | 2  | 2               |
| 4     | Estados Unidos   |                 | 1                | 1                 | 2  | 2               |
| 5     | República Tcheca |                 | 1                |                   | 1  | 5               |
| 6     | Canadá           |                 |                  | 1                 | 1  | 5               |
| 6     | Japão            |                 |                  | 1                 | 1  | 5               |
| TOTAL | TOTAL            | 4               | 4                | 4                 | 12 | —               |